# Памятник Изабелле Католичке (Мадрид)
Памятник Изабелле Католичке (исп. Monumento a Isabel la Católica) расположен на Пасео-де-ла-Кастельяне в садах у входа в Национальный музей естественных наук (Мадрид, Испания). Он был создан испанским скульптором Мануэлем Омсом и представляет собой скульптурный бронзовый ансамбль с конной статуей кастильской королевы Изабеллы I в окружении фигур Педро Гонсалеса де Мендосы и Гонсало Фернандеса де Кордовы.

## История и описание
Бронзовая статуя была отлита на литейном заводе Нелли в Риме и выставлялась в этом городе до того, как её перевезли в Мадрид.
Памятник был официально открыт Городским советом Мадрида 30 ноября 1883 года. Согласно описанию искусствоведа Педро де Мадрасо он состоял из трёх статуй: конной, изображающей Изабеллу в доспехах, в королевской короне и мантии, со скипетром в одной руке и поводья в другой, фигуры испанского кардинала Педро Гонсалеса де Мендосы, одетого в сутану с «Евангелием» в правой руке и опирающегося другой на одной из поводий коня королевы, а также статуи генерала Гонсало Фернандеса де Кордовы, облачённого в доспехи, с обнажённым мечом в левой руке, и держащего поводья королевского коня правой рукой. Все три статуи покоятся на бронзовом фундаменте.
Впоследствии памятник был перенесён со своего первоначального места на место рядом с Пасео-де-ла-Кастельяной, расположенное в садах у входа в Национальный музей естественных наук.
На постаменте памятника изображён герб Мадрида и гербы католических монархов, а выгравированная надпись гласит: «Изабелле Католической, в чьё славное правление было достигнуто национальное единство и открыта Америка. Жители Мадрида. 1883». Этот текст в том же году подверг критике Педро де Мадрасо как лишённый исторической точности, указав, что события, соответствующие упомянутому достижению «национального единства», произошли уже после смерти Изабеллы в 1504 году. Так Арагон сохранял формальную независимость вплоть до смерти Фердинанда Арагонского в 1516 году, а Наварра была присоединена к Кастилии в 1515 году. Это несоответствие исторической реальности служит примером влияния и роста испанского национализма в публичном искусстве Мадрида в период Реставрации Бурбонов. Кроме того, отмечался формируемый памятником образ женщины, руководимой мужскими фигурами.